# Martin Leslie
Pas d'image ? Cliquez ici

a Compétitions nationales et continentales officielles uniquement.

b Matchs officiels uniquement.
Dernière mise à jour le 6 septembre 2018.
Martin Donald Leslie, est né le 25 octobre 1971 à Lower Hutt (Nouvelle-Zélande). C’est un joueur de rugby à XV qui a joué avec l'équipe d'Écosse de 1998 à 2003, évoluant au poste de  troisième ligne aile (1,90 m et 104 kg).

## Carrière
Il a connu sa première cape internationale à l’occasion d’un test match le 21 novembre 1998 contre l'équipe d'Afrique du Sud. Il a disputé son dernier test match le 20 octobre 2003 contre l'équipe des États-Unis.
Il a participé au Tournoi des Cinq Nations de 1999 à 2003. Il a remporté le Tournoi en 1999.
Leslie a participé aux coupes du monde de 1999 (4 matchs joués, battu en quarts de finale) et 2003 (2 matchs joués, battu en quarts de finale).
Son frère John Leslie a aussi joué pour l'équipe d'Écosse.

## Palmarès
- 37 sélections avec l'équipe d'Écosse.
- Sélections par années : 1 en 1998, 10 en 1999, 7 en 2000, 4 en 2001, 7 en 2002 et 8 en 2003
- Tournois des Cinq Nations disputés: 1999, 2000, 2001, 2002 et 2003.
- Victoire dans le tournoi en 1999
- Participations aux coupes du monde de 1999 et 2003